# آرنولد بایکمن
آرنولد بایکمن (زاده ۱۷ مه ۱۹۱۳ - درگذشته ۱۷ فوریه ۲۰۱۰ در پاسادینا، کالیفرنیا) یک نویسنده، پژوهشگر و منتقد کمونیسم بود. در زمان مرگ او یک محقق نهاد هوور و ستون‌نویس روزنامه واشینگتن تایمز بود. او بیشتر عمرش را در جنگ ضد کمونیسم صرف کرد.

## زندگی‌نامه
بایکمن در لوور ایست ساید منهتن در منطقه شرقی نیویورک در یک خانواده یهودی که از اوکراین مهاجرت کرده بودند به دنیا آمد. او در سال ۱۹۳۴ از دانشگاه کلمبیا مدرک لیسانس گرفت، سپس جایگزین دوستش آرتور للیولد به عنوان سر دبیر روزنامه کلمبیا دیلی اسپکتیتور شد. بایکمن سال‌های زیادی را به روزنامه‌نگاری صرف کرد و در رسانه‌های هرالد تربییون نیویورک، پی ام، نیوزویک و غیره کار کرد. او در سنین ۵۰ سالگی به کلمبیا برگشت و در سال ۱۹۶۷ فوق لیسانس و در ۱۹۳۷ دکترای خود را در علوم سیاسی گرفت.
او بنام خودش «قانون باکمن» را گذاشت که می‌گفت «به استثناء انقلاب آمریکا هر انقلابی بعد از ۱۷۸۹مابعدش شرایط انسانی خرابتر شده‌است». پدر یهودی اش سالومون بایکمن ناراحت بود زیرا او می‌خواست آرنولد یک خاخام شود.
باکمن کتابی دربارهٔ هرمان ووک نوشت با عنوان هرمن ووک داستانسرایی با عنوان تاریخ‌نگار اجتماعی. کارهای دیگر او عبارتند از: آن وزارت خارجه دیگر، یوری اندروپوف: چالش جدیدی برای غرب (نویسنده مشترک) ،۹ دروغ دربارهٔ آمریکا، اساطیر ضد آمریکایی: علل و عواقب آنها، و مستند جنگ سرد سی ان ان :مسائل و اختلاف نظرها.